# Hallelujah (transliteratie)
Hallelujah (ook wel alleluja) is een transliteratie van het Hebreeuwse woord הַלְלוּיָהּ (Standaardhebreeuws: Halləluya, Tiberiaans: Halləlûyāh) en betekent letterlijk 'Prijst de HEER (Yah)!'. Het woord 'halleloe' (Prijst!) is de meervoudige gebiedende wijs van het Hebreeuwse werkwoord hallel, hetgeen prijzen betekent. Jah is de afgekorte term van JHWH, de Hebreeuwse naam van God. In het Nederlands wordt vaak Halleluja geschreven.

## Christendom

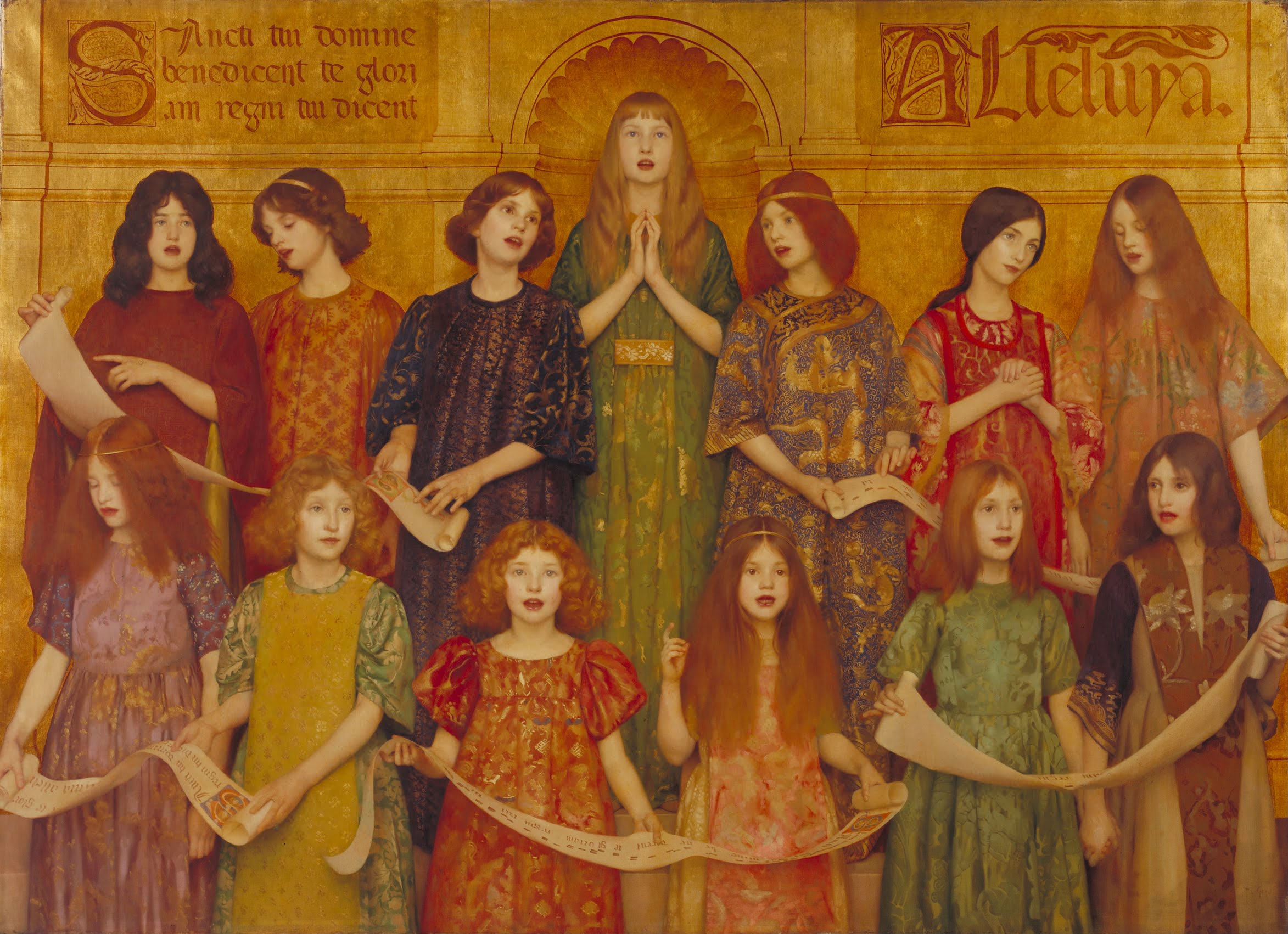
Alleluya van Thomas Cooper Gotch

Het woord drong vanuit de psalmen uit de joodse liturgie door in de christelijke liturgie.
Het komt in de psalmen 24 keer voor, het eerst aan het einde van psalm 104 (of het begin van psalm 105).
Het woord komt bovendien enkele keren voor in Openbaring 19.
Het woord wordt in Nederland met name gebruikt in geestelijke liederen, naast de Psalmen vooral opwekkingsliederen. In sommige meer charismatische kerkbewegingen is het tijdens samenkomsten niet ongebruikelijk om het woord ook als spontane uitroep van enthousiasme voor God te gebruiken. In het kerklatijn wordt ook de variant 'alleluia' gebezigd.

## Katholieke liturgie
In de rooms-katholieke eredienst wordt doorgaans het alleluja gezongen op gregoriaanse melodieën na lezingen, met name sinds de tweede helft van de 4e eeuw na de Gradualepsalm, tussen epistel- en evangelielezing. Het Halleluja vervalt daar gedurende de negen weken voor Pasen (vanaf septuagesima) en op boetedagen, wanneer het door de 'tractus' wordt vervangen. Het Halleluja is bedoeld als refrein.

## Niet-kerkelijke muziek
Zowel in de klassieke muziek als in de popmuziek is het woord Hallelujah dikwijls gebruikt als titel voor een lied.

### Händel
Het bekendste stuk waarin Hallelujah is gebruikt als titel voor een nummer is het Hallelujah-koor uit de Messiah van Georg Friedrich Händel.
Hallelujah! for the Lord God omnipotent reigneth. (Openbaring 19:6)
The kingdom of this world is become the kingdom of our Lord, and of His Christ: and He shall reign for ever and ever. (Openbaring 11:15)
King of Kings, and Lord of Lords, Hallelujah! (Openbaring 19:16)

### Eurovisiesongfestival
In 1979 won de Israëlische popgroep Milk & Honey het Eurovisiesongfestival met het liedje Hallelujah. De solozangeres van Milk & Honey was toen Gali Atari.
In 2006 won Lordi hetzelfde festival met het liedje, Hard Rock Hallelujah.

### Leonard Cohen
In het nummer Hallelujah van Leonard Cohen staat de paradoxale relatie tussen de mens en zijn God, zijn Schepper, zijn schenker centraal. Deze relatie wordt uiteengezet door het verhaal te vertellen van een man die zijn grote liefde vindt en weer kwijt raakt.

### Overig
- In 2004 won Gin Wigmore de International Songwriters Competition met haar nummer Hallelujah.
- Ryan Adams bracht een nummer Hallelujah uit.

## Trivia
- Er bestaat ook een televisiereeks op de Belgische omroep één: Halleluja!.
- Het project Psalmen voor Nu vervangt standaard alle "Hallelujahs" met "Alle eer aan God", omdat veel mensen niet weten wat het woord betekent.
- In de katholieke kerk wordt de "u" in hallelujah/alleluja uitgesproken als "oe", in de protestantse kerk echter als "uu".